# René Lamouliatte
Pas d'image ? Cliquez ici

a Compétitions nationales et continentales officielles uniquement.

René Lamouliatte, né le 1er janvier 1925 à Talence (Gironde) et mort le 30 juillet 2015 à Bordeaux (Gironde), est un joueur de rugby à XIII, évoluant au poste de demi de mêlée.
Il intègre le club de Bordeaux XIII durant son adolescence en 1938, exerçant la profession de chauffeur dans la vie civile. Après la Seconde Guerre mondiale, il devient un joueur titulaire du club bordelais remportant notamment le Championnat de France en 1954 avec Yves Treilhes, André Carrère et Raymond Contrastin. Souvent cité, il ne connaît toutefois jamais de sélection en équipe de France. Il termine sa carrière au sein de La Réole XIII.

## Palmarès
- Collectif :
  - Vainqueur du Championnat de France : 1954 (Bordeaux).
  - Finaliste de la Coupe de France : 1956 (Bordeaux).

### Statistiques
| Saison    | Saison           | Championnat           | Championnat | Coupe           | Coupe      |
| Saison    | Saison           | Comp.                 | Class.      | Comp.           | Class.     |
| --------- | ---------------- | --------------------- | ----------- | --------------- | ---------- |
| 1946-1947 | Bordeaux-Bayonne | Championnat de France | 1/2 finale  | Coupe de France | 1/2 finale |
| 1947-1948 | Bordeaux-Bayonne | Championnat de France | 7e          | Coupe de France | 1/4 finale |
| 1948-1949 | Bordeaux XIII    | Championnat de France | 6e          | Coupe de France | 1/2 finale |
| 1949-1950 | Bordeaux XIII    | Championnat de France | 8e          | Coupe de France | 1/8 finale |
| 1950-1951 | Bordeaux XIII    | Championnat de France | 11e         | Coupe de France | 1/8 finale |
| 1951-1952 | Bordeaux XIII    | Championnat de France | 6e          | Coupe de France | 1/8 finale |
| 1952-1953 | Bordeaux XIII    | Championnat de France | 1/2 finale  | Coupe de France | 1/4 finale |
| 1953-1954 | Bordeaux XIII    | Championnat de France | Champion    | Coupe de France | 1/4 finale |
| 1954-1955 | Bordeaux XIII    | Championnat de France | 8e          | Coupe de France | 1/8 finale |
| 1955-1956 | Bordeaux XIII    | Championnat de France | 7e          | Coupe de France | Finaliste  |
| 1956-1957 | La Réole XIII    | Championnat de France |             | Coupe de France |            |
| 1957-1958 | Bordeaux XIII    | Championnat de France | ?           | Coupe de France | 1/4 finale |
| 1957-1958 | La Réole XIII    | Championnat de France |             | Coupe de France |            |